# Første Samuelsbog
Første Samuelsbog, (hebr: Sefer Sh'muel ספר שמואל) er en del af Bibelen, både den jødiske Tanakh og kristendommens Gamle Testamente. 

Teksten er oprindeligt skrevet på hebraisk, og Første Samuelsbog og Anden Samuelsbog var oprindeligt én tekst, som det ofte ses i jødiske bibler. Første Samuelsbog er kanonisk litteratur i kristendommen, jødedommen, og for troende anset for at have stor åndelig betydning. Bogen indeholder beretningen om den sidste dommer i Israel, Samuel, og forvandlingen af Israel til et kongedømme under Saul og senere David i Anden Samuelsbog.